# Szum czerwony

Widmo szumu czerwonego (Browna)

Szum czerwony, szum Browna (ang. red noise, Brown noise, Brownian noise) – rodzaj szumu wytwarzanego podczas ruchów Browna. 

Energia takiego szumu skupiona jest w zakresie niskich częstotliwości w stopniu jeszcze większym, niż ma to miejsce w szumie różowym. Widmo takiego szumu opada w miarę wzrostu częstotliwości odwrotnie proporcjonalnie do kwadratu tej częstotliwości, tzn. jego widmowa gęstość mocy proporcjonalna jest do {\displaystyle {\frac {1}{f^{2}}}}, czyli opada 6 dB na oktawę (20 dB na dekadę). Szum czerwony może być wygenerowany przez scałkowanie szumu białego.

Czasami mianem szumu czerwonego nazywa się taki, do którego określenia zazwyczaj używa się pojęcia szum różowy (szum {\displaystyle {\frac {1}{f}}}). Nazwa bywa także używana do określenia szumu otoczenia wewnątrz mórz i oceanów, gdzie dźwięki o częstotliwościach wysokich są szybko tłumione, natomiast stosunkowo łatwo, nawet z największych odległości, docierają dźwięki niskie i najniższe; w tym znaczeniu szum czerwony jest tłem podczas nasłuchów prowadzonych przy użyciu hydrofonów. 
Szum ten jest czasem błędnie nazywany szumem brązowym, ale jego nazwa Brown noise nie pochodzi od nazwy koloru, lecz od Roberta Browna, odkrywcy chaotycznych ruchów cząstek w płynie.